# Liste der Bodendenkmäler in Mitteleschenbach
Auf dieser Seite sind die Bodendenkmäler in der mittelfränkischen Gemeinde Mitteleschenbach zusammengestellt. Diese Tabelle ist eine Teilliste der Liste der Bodendenkmäler in Bayern. Grundlage ist die Bayerische Denkmalliste, die auf Basis des Bayerischen Denkmalschutzgesetzes vom 1. Oktober 1973 erstmals erstellt wurde und seither durch das Bayerische Landesamt für Denkmalpflege geführt wird. Die folgenden Angaben ersetzen nicht die rechtsverbindliche Auskunft der Denkmalschutzbehörde.

## Bodendenkmäler der Gemeinde

### Bodendenkmäler in der Gemarkung Mitteleschenbach
| Lage                                                       | Objekt | Akten-Nr.     | Bild           |
| ---------------------------------------------------------- | --- | ------------- | -------------- |
| Mitteleschenbach (Standort)                                | Siedlung der Steinzeiten. | D-5-6730-0108 |                |
| Mitteleschenbach (Standort)                                | Siedlung der Steinzeiten. | D-5-6730-0109 |                |
| Mitteleschenbach Sankt-Walburg-Straße 1 (Standort)         | Mittelalterliche Vorgängerbauten der Katholischen Kirche St. Walburg, Friedhof des Mittelalters und der frühen Neuzeit. Siehe auch: St. Walburga (Mitteleschenbach)                               | D-5-6730-0152 | weitere Bilder |
| Mitteleschenbach (Standort)                                | Siedlung der Linearbandkeramik, Gräber der Urnenfelderzeit, Grabhügel der Hallstattzeit. | D-5-6730-0153 |                |
| Mitteleschenbach (Standort)                                | Grabhügel vorgeschichtlicher Zeitstellung. | D-5-6730-0154 |                |
| Mitteleschenbach (Standort)                                | Grabhügel vorgeschichtlicher Zeitstellung. | D-5-6730-0155 |                |
| Mitteleschenbach (Standort)                                | Gräber der Urnenfelderzeit. | D-5-6730-0187 |                |
| Mitteleschenbach (Standort)                                | Siedlung der Steinzeiten. | D-5-6730-0188 |                |
| Mitteleschenbach (Standort)                                | Siedlung der Steinzeiten. | D-5-6730-0189 |                |
| Mitteleschenbach Conrad-von-Rechenberg-Straße 4 (Standort) | Mittelalterliche und frühneuzeitliche Befunde im Bereich der Katholischen Pfarrkirche St. Nikolaus, Friedhof des Mittelalters und der frühen Neuzeit. Siehe auch: St. Nikolaus (Mitteleschenbach) | D-5-6730-0191 | weitere Bilder |